# Karlı, Çerkezköy
Karlı là một xã thuộc huyện Çerkezköy, tỉnh Tekirdağ, Thổ Nhĩ Kỳ. Dân số thời điểm năm 2011 là 485 người.